# Волькензон Олександр Йосипович
Олександр Йосипович Волькензо́н (нар. 25 червня 1903, Харків — пом. ?) — український радянський скульптор; член Асоціації революційного мистецтва України у 1930—1932 роках.

## Біографія
Народився 12 [25] червня 1903 року в місті Харкові (нині Україна). 1929 року закінчив Харківський художній інститут, де його викладачами були зокрема Леонора Блох і Бернард Кратко. 
З 1939 року жив і працював у Москві.

## Творчість
Працював у галузях станкової, монументальнох та декоративної пластики. Серед робіт:
- фриз «Оборона Луганська» для Будинку партійних і громадських організацій заводу імені Жовтневох революції у Ворошиловграді (1935, у співавтоатві з Яковом Ражбою, Костем Бульдиним та Андрієм Дараганом)[1];
- «Дівчина з гвинтівкою» (1935);
- «Селекціонер» (1936, теракота);
- «Пшениця колоситься» (1937);
- «Ленін-гімназист» (1937);
- фігура «Дівчина» для фонтану у фойє Дніпропетровського робітничого театру (1938, майоліка);
- «Розстріл» (1945);
- «Олександр Палладін» (1952);
- «Перша перемога» (1959);
- «Робітник» (1965).

Брав участь у художніх виставках з 1938 року.